# Golf Cup of Nations 2023
De Golf Cup of Nations 2023 was de 25ste editie van dit voetbaltoernooi dat wordt gehouden in Irak. Het werd gespeeld van 6 tot en met 19 januari 2023. Irak won het toernooi, in de finale werd Oman verslagen met 3–2.

## Loting
De loting werd gehouden op 25 oktober 2022 om 11:00 (UTC+3) in het Grand Millennium Al Seef in Basra, Irak. Bij de loting werden de acht deelnemende landen verdeeld in vier potten van twee landen. Bij de loting werd uit iedere pot 1 land genomen. Bij de verdeling over de potten is rekening gehouden met de FIFA-mannenranglijst van oktober 2022.
| Pot 1                                            | Pot 2                         | Pot 3                                       | Pot 4                     |
| ------------------------------------------------ | ----------------------------- | ------------------------------------------- | ------------------------- |
| Irak (68) (gastland) Bahrein (85) (titelhouders) | Qatar (50) Saoedi-Arabië (51) | Verenigde Arabische Emiraten (70) Oman (75) | Koeweit (149) Jemen (155) |

## Groepsfase

### Groep A
| Pos | Land          | Wed | Win | Gel | Ver | DV | DT | +/− | Pnt |
| --- | ------------- | --- | --- | --- | --- | -- | -- | --- | --- |
| 1   | Irak          | 3   | 2   | 1   | 0   | 7  | 0  | +7  | 7   |
| 2   | Oman          | 3   | 2   | 1   | 0   | 5  | 3  | +3  | 7   |
| 3   | Saoedi-Arabië | 3   | 1   | 0   | 2   | 3  | 4  | −1  | 3   |
| 4   | Jemen         | 3   | 0   | 0   | 3   | 2  | 10 | −8  | 0   |

|                                                 |         |     |      |                                                                                  |
| 6 januari 2023 «onderlinge duels» 19:00 (UTC+3) | Irak    | 0–0 | Oman | Stadion: Basra Internationaal Stadion, Basra Scheidsrechter: István Kovács (ROU) |
| 6 januari 2023 «onderlinge duels» 19:00 (UTC+3) | Verslag |     |      | Stadion: Basra Internationaal Stadion, Basra Scheidsrechter: István Kovács (ROU) |
| 6 januari 2023 «onderlinge duels» 19:00 (UTC+3) |         |     |      | Stadion: Basra Internationaal Stadion, Basra Scheidsrechter: István Kovács (ROU) |
| 6 januari 2023 «onderlinge duels» 19:00 (UTC+3) |         |     |      | Stadion: Basra Internationaal Stadion, Basra Scheidsrechter: István Kovács (ROU) |
|                                                 |         |     |      |                                                                                  |

|                                                 |       |         |                                   |                                                                                  |
| 6 januari 2023 «onderlinge duels» 21:45 (UTC+3) | Jemen | 0–2     | Saoedi-Arabië                     | Stadion: Basra Internationaal Stadion, Basra Scheidsrechter: Salman Falahi (QAT) |
| 6 januari 2023 «onderlinge duels» 21:45 (UTC+3) |       | Verslag | 18' Al-Nabit 34' (pen.) Al-Juwayr | Stadion: Basra Internationaal Stadion, Basra Scheidsrechter: Salman Falahi (QAT) |
| 6 januari 2023 «onderlinge duels» 21:45 (UTC+3) |       |         |                                   | Stadion: Basra Internationaal Stadion, Basra Scheidsrechter: Salman Falahi (QAT) |
| 6 januari 2023 «onderlinge duels» 21:45 (UTC+3) |       |         |                                   | Stadion: Basra Internationaal Stadion, Basra Scheidsrechter: Salman Falahi (QAT) |
|                                                 |       |         |                                   |                                                                                  |

|                                                 |                                              |         |                                     |                                                                                    |
| 9 januari 2023 «onderlinge duels» 16:15 (UTC+3) | Oman                                         | 3–2     | Jemen                               | Stadion: Basra Internationaal Stadion, Basra Scheidsrechter: Abdullah Jamali (KUW) |
| 9 januari 2023 «onderlinge duels» 16:15 (UTC+3) | Fadhl 2' (e.d.) A. Al-Alawi 37' Al-Sabhi 47' | Verslag | 12' (pen.) Al-Matari 30' O. Al-Dahi | Stadion: Basra Internationaal Stadion, Basra Scheidsrechter: Abdullah Jamali (KUW) |
| 9 januari 2023 «onderlinge duels» 16:15 (UTC+3) |                                              |         |                                     | Stadion: Basra Internationaal Stadion, Basra Scheidsrechter: Abdullah Jamali (KUW) |
| 9 januari 2023 «onderlinge duels» 16:15 (UTC+3) |                                              |         |                                     | Stadion: Basra Internationaal Stadion, Basra Scheidsrechter: Abdullah Jamali (KUW) |
|                                                 |                                              |         |                                     |                                                                                    |

|                                                 |               |         |                       | |
| 9 januari 2023 «onderlinge duels» 19:15 (UTC+3) | Saoedi-Arabië | 0–2     | Irak                  | Stadion: Basra Internationaal Stadion, Basra Toeschouwers: 65.155 Scheidsrechter: Adnan Al-Naqbi (UAE) |
| 9 januari 2023 «onderlinge duels» 19:15 (UTC+3) |               | Verslag | 30' Bayesh 86' Rostam | Stadion: Basra Internationaal Stadion, Basra Toeschouwers: 65.155 Scheidsrechter: Adnan Al-Naqbi (UAE) |
| 9 januari 2023 «onderlinge duels» 19:15 (UTC+3) |               |         |                       | Stadion: Basra Internationaal Stadion, Basra Toeschouwers: 65.155 Scheidsrechter: Adnan Al-Naqbi (UAE) |
| 9 januari 2023 «onderlinge duels» 19:15 (UTC+3) |               |         |                       | Stadion: Basra Internationaal Stadion, Basra Toeschouwers: 65.155 Scheidsrechter: Adnan Al-Naqbi (UAE) |
|                                                 |               |         |                       | |

|                                                  |                                                       |         |       |                                                                                    |
| 12 januari 2023 «onderlinge duels» 18:00 (UTC+3) | Irak                                                  | 5–0     | Jemen | Stadion: Basra Internationaal Stadion, Basra Scheidsrechter: Ilgiz Tantashev (UZB) |
| 12 januari 2023 «onderlinge duels» 18:00 (UTC+3) | Nadhim 40' Attwan 64' Hussein 74' (pen.), 75' Ali 88' | Verslag |       | Stadion: Basra Internationaal Stadion, Basra Scheidsrechter: Ilgiz Tantashev (UZB) |
| 12 januari 2023 «onderlinge duels» 18:00 (UTC+3) |                                                       |         |       | Stadion: Basra Internationaal Stadion, Basra Scheidsrechter: Ilgiz Tantashev (UZB) |
| 12 januari 2023 «onderlinge duels» 18:00 (UTC+3) |                                                       |         |       | Stadion: Basra Internationaal Stadion, Basra Scheidsrechter: Ilgiz Tantashev (UZB) |
|                                                  |                                                       |         |       |                                                                                    |

|                                                  |               |         |                              |                                                                          |
| 12 januari 2023 «onderlinge duels» 18:00 (UTC+3) | Saoedi-Arabië | 1–2     | Oman                         | Stadion: Al-Minaa Olympisch Stadion, Basra Scheidsrechter: Ma Ning (CHN) |
| 12 januari 2023 «onderlinge duels» 18:00 (UTC+3) | Al-Ammar 41'  | Verslag | 34' R. Al-Alawi 84' Al-Saadi | Stadion: Al-Minaa Olympisch Stadion, Basra Scheidsrechter: Ma Ning (CHN) |
| 12 januari 2023 «onderlinge duels» 18:00 (UTC+3) |               |         |                              | Stadion: Al-Minaa Olympisch Stadion, Basra Scheidsrechter: Ma Ning (CHN) |
| 12 januari 2023 «onderlinge duels» 18:00 (UTC+3) |               |         |                              | Stadion: Al-Minaa Olympisch Stadion, Basra Scheidsrechter: Ma Ning (CHN) |
|                                                  |               |         |                              |                                                                          |

### Groep B
| Pos | Land                         | Wed | Win | Gel | Ver | DV | DT | +/− | Pnt |
| --- | ---------------------------- | --- | --- | --- | --- | -- | -- | --- | --- |
| 1   | Bahrein                      | 3   | 2   | 1   | 0   | 5  | 3  | +2  | 7   |
| 2   | Qatar                        | 3   | 1   | 1   | 1   | 4  | 3  | +1  | 4   |
| 3   | Koeweit                      | 3   | 1   | 1   | 1   | 2  | 3  | −1  | 4   |
| 4   | Verenigde Arabische Emiraten | 3   | 0   | 1   | 2   | 2  | 4  | −2  | 1   |

|                                                 |                            |         |                              |                                                                               |
| 7 januari 2023 «onderlinge duels» 16:15 (UTC+3) | Bahrein                    | 2−1     | Verenigde Arabische Emiraten | Stadion: Al-Minaa Olympisch Stadion, Basra Scheidsrechter: Ahmed Al-Kaf (OMA) |
| 7 januari 2023 «onderlinge duels» 16:15 (UTC+3) | Al-Aswad 60' Al-Shaikh 77' | Verslag | 90+2' Tagliabúe              | Stadion: Al-Minaa Olympisch Stadion, Basra Scheidsrechter: Ahmed Al-Kaf (OMA) |
| 7 januari 2023 «onderlinge duels» 16:15 (UTC+3) |                            |         |                              | Stadion: Al-Minaa Olympisch Stadion, Basra Scheidsrechter: Ahmed Al-Kaf (OMA) |
| 7 januari 2023 «onderlinge duels» 16:15 (UTC+3) |                            |         |                              | Stadion: Al-Minaa Olympisch Stadion, Basra Scheidsrechter: Ahmed Al-Kaf (OMA) |
|                                                 |                            |         |                              |                                                                               |

|                                                 |         |         |                               |                                                                          |
| 7 januari 2023 «onderlinge duels» 19:15 (UTC+3) | Koeweit | 0−2     | Qatar                         | Stadion: Al-Minaa Olympisch Stadion, Basra Scheidsrechter: Ma Ning (CHN) |
| 7 januari 2023 «onderlinge duels» 19:15 (UTC+3) |         | Verslag | 21' Surag 37' (pen.) Alaaedin | Stadion: Al-Minaa Olympisch Stadion, Basra Scheidsrechter: Ma Ning (CHN) |
| 7 januari 2023 «onderlinge duels» 19:15 (UTC+3) |         |         |                               | Stadion: Al-Minaa Olympisch Stadion, Basra Scheidsrechter: Ma Ning (CHN) |
| 7 januari 2023 «onderlinge duels» 19:15 (UTC+3) |         |         |                               | Stadion: Al-Minaa Olympisch Stadion, Basra Scheidsrechter: Ma Ning (CHN) |
|                                                 |         |         |                               |                                                                          |

|                                                  |                              |         |                  |                                                                                     |
| 10 januari 2023 «onderlinge duels» 16:15 (UTC+3) | Verenigde Arabische Emiraten | 0−1     | Koeweit          | Stadion: Al-Minaa Olympisch Stadion, Basra Scheidsrechter: Shukri Al-Hanfoush (KSA) |
| 10 januari 2023 «onderlinge duels» 16:15 (UTC+3) |                              | Verslag | 90+3' Al-Dhefiri | Stadion: Al-Minaa Olympisch Stadion, Basra Scheidsrechter: Shukri Al-Hanfoush (KSA) |
| 10 januari 2023 «onderlinge duels» 16:15 (UTC+3) |                              |         |                  | Stadion: Al-Minaa Olympisch Stadion, Basra Scheidsrechter: Shukri Al-Hanfoush (KSA) |
| 10 januari 2023 «onderlinge duels» 16:15 (UTC+3) |                              |         |                  | Stadion: Al-Minaa Olympisch Stadion, Basra Scheidsrechter: Shukri Al-Hanfoush (KSA) |
|                                                  |                              |         |                  |                                                                                     |

|                                                  |               |         |                                  |                                                                                  |
| 10 januari 2023 «onderlinge duels» 19:15 (UTC+3) | Qatar         | 1–2     | Bahrein                          | Stadion: Al-Minaa Olympisch Stadion, Basra Scheidsrechter: Ilgiz Tantashev (UZB) |
| 10 januari 2023 «onderlinge duels» 19:15 (UTC+3) | Alaaeldin 34' | Verslag | 72' (e.d.) Waad 89' (pen.) Yusuf | Stadion: Al-Minaa Olympisch Stadion, Basra Scheidsrechter: Ilgiz Tantashev (UZB) |
| 10 januari 2023 «onderlinge duels» 19:15 (UTC+3) |               |         |                                  | Stadion: Al-Minaa Olympisch Stadion, Basra Scheidsrechter: Ilgiz Tantashev (UZB) |
| 10 januari 2023 «onderlinge duels» 19:15 (UTC+3) |               |         |                                  | Stadion: Al-Minaa Olympisch Stadion, Basra Scheidsrechter: Ilgiz Tantashev (UZB) |
|                                                  |               |         |                                  |                                                                                  |

|                                                  |          |         |                              |                                                                            |
| 13 januari 2023 «onderlinge duels» 18:00 (UTC+3) | Qatar    | 1–1     | Verenigde Arabische Emiraten | Stadion: Al-Minaa Olympisch Stadion, Basra Scheidsrechter: Ali Sabah (IRQ) |
| 13 januari 2023 «onderlinge duels» 18:00 (UTC+3) | Lima 77' | Verslag | 88' Al-Abdullah              | Stadion: Al-Minaa Olympisch Stadion, Basra Scheidsrechter: Ali Sabah (IRQ) |
| 13 januari 2023 «onderlinge duels» 18:00 (UTC+3) |          |         |                              | Stadion: Al-Minaa Olympisch Stadion, Basra Scheidsrechter: Ali Sabah (IRQ) |
| 13 januari 2023 «onderlinge duels» 18:00 (UTC+3) |          |         |                              | Stadion: Al-Minaa Olympisch Stadion, Basra Scheidsrechter: Ali Sabah (IRQ) |
|                                                  |          |         |                              |                                                                            |

|                                                  |                |         |               |                                                                                |
| 13 januari 2023 «onderlinge duels» 18:00 (UTC+3) | Bahrein        | 1–1     | Koeweit       | Stadion: Basra Internationaal Stadion, Basra Toeschouwers: István Kovács (ROU) |
| 13 januari 2023 «onderlinge duels» 18:00 (UTC+3) | Abdullatif 26' | Verslag | 45' Al-Khaldi | Stadion: Basra Internationaal Stadion, Basra Toeschouwers: István Kovács (ROU) |
| 13 januari 2023 «onderlinge duels» 18:00 (UTC+3) |                |         |               | Stadion: Basra Internationaal Stadion, Basra Toeschouwers: István Kovács (ROU) |
| 13 januari 2023 «onderlinge duels» 18:00 (UTC+3) |                |         |               | Stadion: Basra Internationaal Stadion, Basra Toeschouwers: István Kovács (ROU) |
|                                                  |                |         |               |                                                                                |

## Knock-outfase
|  | halve finale       | halve finale       |  |      | finale             | finale             |
|  |                    |                    |  |      |                    |                    |
|  | 16 januari – Basra |                    |  |      |                    |                    |
|  | Irak               | 2                  |  |      |                    |                    |
|  | Qatar              | 1                  |  |      | 19 januari – Basra | 19 januari – Basra |
|  |                    |                    |  |      | Irak               | 3                  |
|  | 16 januari – Basra | 16 januari – Basra |  | Oman | 2                  |                    |
|  | Bahrein            | 0                  |  |      |                    |                    |
|  | Oman               | 1                  |  |      |                    |                    |

### Halve finale
|                                                  |                        |         |           |                                                                            |
| 16 januari 2023 «onderlinge duels» 16:15 (UTC+3) | Irak                   | 2–1     | Qatar     | Stadion: Basra Internationaal Stadion, Basra Scheidsrechter: Ma Ning (CHN) |
| 16 januari 2023 «onderlinge duels» 16:15 (UTC+3) | Bayesh 19' Hussein 43' | Verslag | 28' Surag | Stadion: Basra Internationaal Stadion, Basra Scheidsrechter: Ma Ning (CHN) |
| 16 januari 2023 «onderlinge duels» 16:15 (UTC+3) |                        |         |           | Stadion: Basra Internationaal Stadion, Basra Scheidsrechter: Ma Ning (CHN) |
| 16 januari 2023 «onderlinge duels» 16:15 (UTC+3) |                        |         |           | Stadion: Basra Internationaal Stadion, Basra Scheidsrechter: Ma Ning (CHN) |
|                                                  |                        |         |           |                                                                            |

|                                                  |         |         |                |                                                                                  |
| 16 januari 2023 «onderlinge duels» 20:15 (UTC+3) | Bahrein | 0–1     | Oman           | Stadion: Basra Internationaal Stadion, Basra Scheidsrechter: Adel Al-Naqbi (UAE) |
| 16 januari 2023 «onderlinge duels» 20:15 (UTC+3) |         | Verslag | 83' Al-Yahmadi | Stadion: Basra Internationaal Stadion, Basra Scheidsrechter: Adel Al-Naqbi (UAE) |
| 16 januari 2023 «onderlinge duels» 20:15 (UTC+3) |         |         |                | Stadion: Basra Internationaal Stadion, Basra Scheidsrechter: Adel Al-Naqbi (UAE) |
| 16 januari 2023 «onderlinge duels» 20:15 (UTC+3) |         |         |                | Stadion: Basra Internationaal Stadion, Basra Scheidsrechter: Adel Al-Naqbi (UAE) |
|                                                  |         |         |                |                                                                                  |

### Finale
|                                                  |                                        |         |                                             |                                                                            |
| 19 januari 2023 «onderlinge duels» 19:00 (UTC+3) | Oman                                   | 2–3     | Irak                                        | Stadion: Basra Internationaal Stadion, Basra Scheidsrechter: István Kovács |
| 19 januari 2023 «onderlinge duels» 19:00 (UTC+3) | Al-Yahyaei 90+10' (pen.) Al Malki 119' | Verslag | 24' Bayesh 116' (pen.) Attwan 120+2' Younis | Stadion: Basra Internationaal Stadion, Basra Scheidsrechter: István Kovács |
| 19 januari 2023 «onderlinge duels» 19:00 (UTC+3) |                                        |         |                                             | Stadion: Basra Internationaal Stadion, Basra Scheidsrechter: István Kovács |
| 19 januari 2023 «onderlinge duels» 19:00 (UTC+3) |                                        |         |                                             | Stadion: Basra Internationaal Stadion, Basra Scheidsrechter: István Kovács |
|                                                  |                                        |         |                                             |                                                                            |

1970 · 1972 · 1974 · 1976 · 1979 · 1982 · 1984 · 1986 · 1988 · 1990 · 1992 · 1994 · 1996 · 1998 · 2002 · 2003 · 2004 · 2007 · 2009 · 2010 · 2013 · 2014 · 2017 · 2019 · 2023 · 2024